# الشعارات الوطنية للإمبراطورية الروسية

شعار الدولة للإمبراطورية الروسية

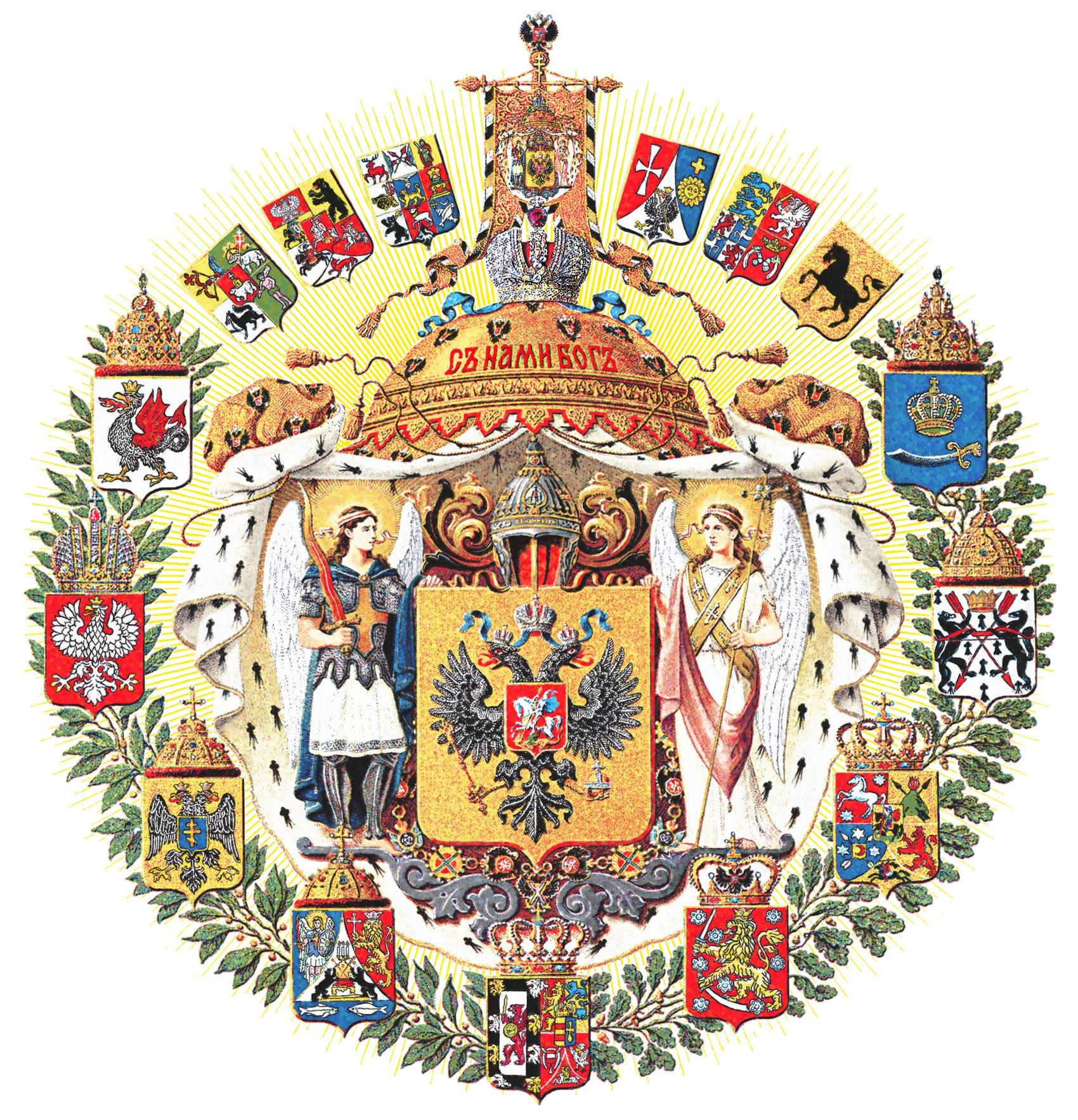
الدولة العظمى شعار الإمبراطورية الروسية نبالة في المنتصف

شعار الدولة أقل من الإمبراطورية الروسية (النسخة النهائية، 1883)

الشعارات الوطنية للإمبراطورية الروسية هي شعار الدولة، وخاتم الدولة في متغيرات ثلاثة: الكبير والمتوسط والأقل. في كثير من الأحيان شعارات الدولة الروسية بشكل غير صحيح تسمى «شعار النبالة».

## شعار الدولة
شعار الدولة في ظل الإمبراطورية الروسية (Герб Российской Империи) يتألف من نسر ذي راسين مذهب لهما متوجان باثنين من التيجان الامبراطورية، فوقهما التاج نفسه لكن بحجم موسع، مع نهايتين تترفعان من شريط على وسام سانت أندرو. نسر الدولة يمسك صولجانا ذهبيا وكرة ذهبية. على صدر النسر كان هناك درع شعار النبالة من موسكو، والتي تصور القديس جرجس، يهاجم ويهزم التنين.

## شارة الدولة العظيم
يصور شعار الدولة العظيم (بالروسية: Большой государственный герб Российской Империи, Bol'shoy gosudarstvennîy gerb Rossiyskoy Imperii)‏الذي اعتمد في عام 1882، لتحل محل الصيغة السابقة لعام 1857. وافق القيصر ألكسندر الثالث أولا على التصميم ذات الصلة بيوم 24 يوليو، والتي، مع تعديلات طفيفة، واعتمد رسميا في 3 نوفمبر.
والعنصر الرئيسي هو شعار الدولة، متوج بخوذة ألكسندر نيفسكي، مع فك أسود وذهبي، ويحيط بها تصوير خيالي لملائكة. قلادة وسام القديس أندراوس هو تعليق من شعار الدولة. وكلها تقع ضمن فرو القاقم الوشاح الذهبي، الذي توج مونوماخ لرسملة ومزين بالنسر مزدوج الرأس الأسود. نقش على المظلة ما يلي: Съ Нами Богъ («الله معنا»). أعلاه مظلة تسند خوروغف الدولة، من القماش الذهبي، الذي هو مبين في ختم الدولة المتوسط. لافتة تعلوها نسر الدولة.
حول التكوين المركزي توضع شعارات النبالة خمسة عشر من مختلف أقاليم الإمبراطورية الروسية. تسعة من هؤلاء توج وضعت على إكليل الغار والبلوط. من اليسار إلى اليمين، هذه تمثل، كما أنها مدرجة في العنوان الكامل الامبراطورية: في خانية قازان، مملكة بولندا وتوريك شيرسونيسوس وشعار موحد من الممالك الكبرى في كييف فلاديمير ونوفغورود، وشعار سلالي من عائلة هولشتاين-غوتورب-رومانوف ودوقية فنلندا وجورجيا وخانات سيبيريا وأستراخان.
شعارات النبالة الستة العليا هي أوصاف مشتركة من مختلف الإمارات الصغيرة والأوبلاستات من اليسار إلى اليمين هذه هي: الشعارات المشتركة للمناطق الشمالية الشرقية بيرم والفولغا وبلغاريا وكيروف، كيروف أوبلاست وسالخارد وليتوانيا وبيلاروسيا وليتوانيا وBiałystok وSamogitia وPolatsk وفيتبسك وMstislavl ومقاطعات روسيا العظمى مثل بسكوف وسمولينسك وتفير ونيجني نوفغورود وريازان وروستوف وياروسلافل وبيلوزيرسك ويودورسكي وشعار المناطق الجنوبية الغربية فوهلين وبودولسك وتشرنيغوف ومقاطعات البلطيق (ايستلاند وكورلند وسيميغاليا وكاريليا وليفونيا وتركستان.

## شعار الدولة المتوسط
الشرق شعار الدولة (بالروسية: Средний государственный герб Российской Империи) مشابه لشعار الدولة العظمى، باستثناء khorugv وشعارات النبالة ستة العلوي. ومختصرة الامبراطوري العنوان هو منصوص عليه أكثر من محيط الختم.

## أقل شعار الدولة
وشعار الدولة الصغرى (Малый государственный герб Российской Империи) يصور النسر الامبراطوري مزدوج الرأس، كما تستخدم في شعار الدولة، مع إضافة من ذوي الياقات البيضاء وسام سانت أندرو حول شعار النبالة القديس جورج، وحضن استراخان، وسيبيريا، وجورجيا، وفنلندا، وكييف فلاديمير - نوفغورود، Taurica وبولندا وكازان على أجنحة (ينظر في اتجاه عقارب الساعة).

## تاريخ وتطور الأسلحة
استخدام نسر برأسين كشعار الروسي يعود إلى القرن 15th. مع فتح القسطنطينية ونهاية الإمبراطورية البيزنطية في 1453، وجاء الدوقات الكبرى مسكوفي على اعتبار أنفسهم خلفاء من التراث البيزنطي، وهي الفكرة التي عززتها الزواج من إيفان الثالث لصوفيا Paleologue (ومن هنا جاء تعبير "الثالثة روما "لموسكو، وبالتبعية، لكامل الإمبراطورية الروسية). إيفان اعتمدت البيزنطية الذهبية نسر برأسين في ختمه، أول وثيقة في عام 1472، بمناسبة ادعائه المباشرة للتراث الإمبراطورية الرومانية والتي نصبت نفسها وعلى قدم المساواة في السيادة والمتنافسة على الإمبراطورية الرومانية المقدسة.
الرئيسي الآخر الروسية الشعار الوطني، وصورة القديس جورج ذبح التنين، ومعاصرة. في شكله الأول، باعتباره متسابق المسلحة بحربة، ومن وجد في خاتم فاسيلي الأول من موسكو. في وقت إيفان الثالث، التنين أضيف، ولكن مع جمعية سانت جورج النهائي لم يتخذ حتى 1730، عندما تم وصفها على هذا النحو في مرسوم امبراطوري. في النهاية، وأصبح القديس جورج قديس من موسكو)، وبالتبعية، روسيا).
بعد تولي لقب القيصر ايفان الرابع، والشعارات وجدت اثنين معا، مع تحمل صورة النسر شعار النبالة يصور القديس جورج في الثدي. مع تأسيس بطريركية موسكو في 1589، عبر الأبوية أضيف للمرة بين رؤساء النسر.
في بداية القرن 17th، مع صعود سلالة رومانوف واتصالاتها مع أوروبا الغربية، وصورة النسر تغيرت. في عام 1625 لأول مرة على نسر برأسين ظهرت ثلاث مرات. تقليديا، فإن هذا الأخير قد يفسر على أنه بدلا من ذلك تم تمثيل غزا الممالك من قازان واستراخان وسيبيريا، كما جاء في المرسوم الأول المتعلق خاتم الدولة، في 14 ديسمبر 1667، أو كما يقف لوحدة العظمى روسيا روسيا، ليتل روسيا أوكرانيا، وروسيا البيضاء بيلاروس. ربما تحت تأثير ما يعادلها من الألمانية، وقد صمم النسر، في الفترة من 1654 فصاعدا، مع انتشار وأجنحة عقد صولجان والجرم السماوي في مخالبه.
في عهد بطرس الأكبر، تم إجراء تغييرات أخرى. من ذوي الياقات المنشأة حديثا وسام سانت أندرو أضيف حول شعار النبالة المركزية، والتيجان تم تغيير النمط الامبراطوري بعد توليه اللقب الامبراطوري في 1721. في مثل هذا الوقت، تم تغيير اللون من النسر الذهبي إلى اللون الأسود، والتي سيتم الاحتفاظ حتى سقوط النظام الملكي الروسي في عام 1917. والشكل النهائي للنسر اعتمد بموجب مرسوم إمبراطوري في عام 1729، وظلت دون تغيير تقريبا حتى عام 1853.
خلال أوائل القرن 19th، التصاميم النسر تنوعا، واثنين من أنواع مختلفة واعتمدت من قبل الإمبراطور نيقولا الأول، والنوع الأول يمثل النسر بأجنحة مفرودة، تاج واحد، مع صورة من St.George على الثدي ومع اكليلا من الزهور وكالصاعقة في مخالبه. أما النوع الثاني تتبع النمط 1730، مع إضافة الأسلحة من قازان واستراخان وسيبيريا على الجناح الايسر وتلك من بولندا وفنلندا Taurica واحد على اليسار.
في 1855-57، في سياق إصلاح الشعار العام، تم تغيير النسر مثوله أمام المحكمة، أنماط المتطابق الألمانية، في حين كان القديس جورج، التي قد تبدو على اليسار، وفقا للقواعد شعارات النبالة الغربية. في الوقت نفسه، تم وضع مجموعة كاملة من شعارات العظمى والمتوسطة والصغرى بالأسلحة، بانخفاض والموافقة عليها. التنقيحات النهائية وأجريت تغييرات في 1882-83، وهي تلك المذكورة أعلاه.

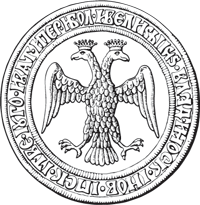
ختم ايفان الثالث
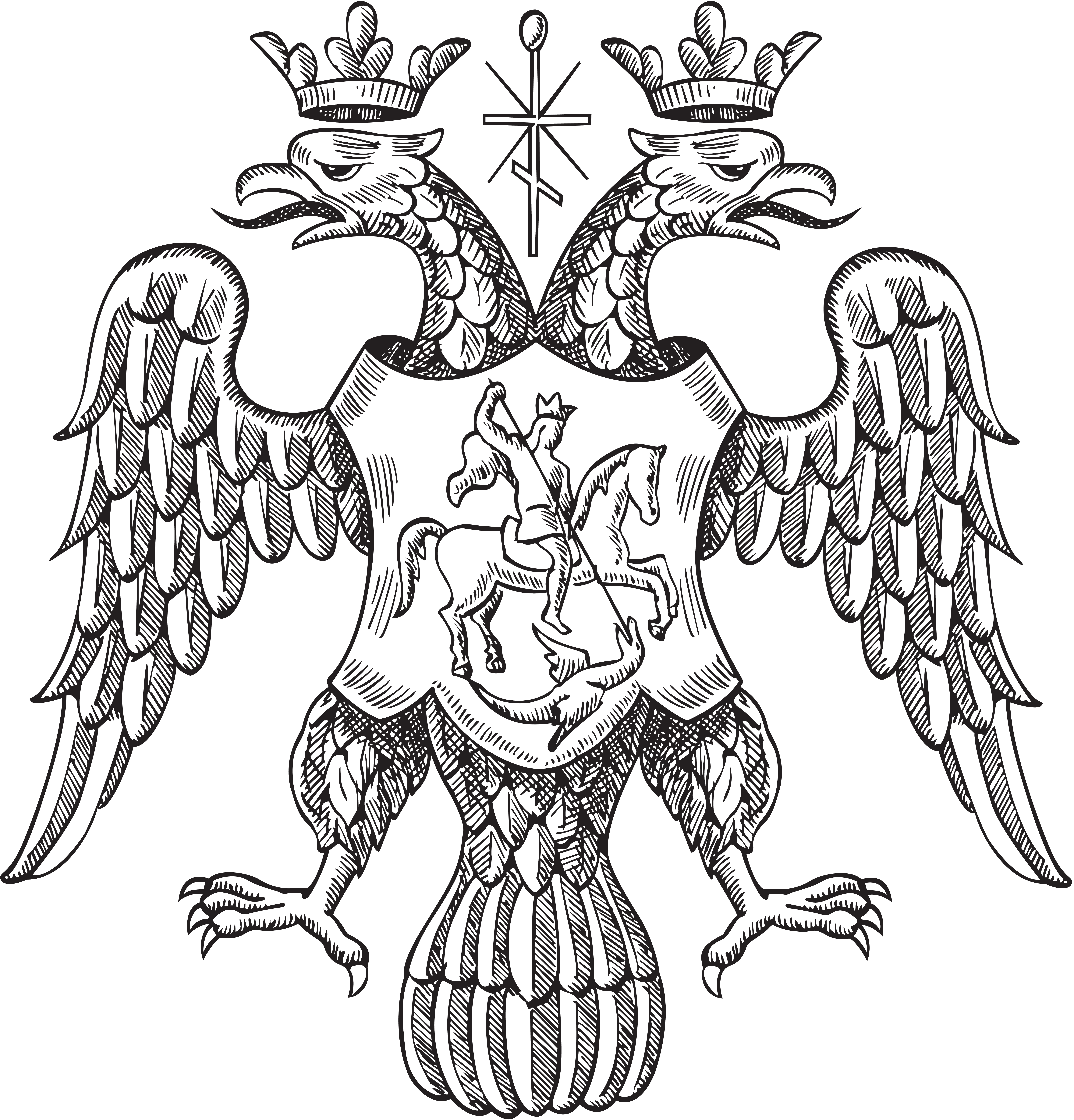
الشعار الروسي، 1589
الشعار الروسي، 1650
الشعار الروسي، البديل الأول، 1825
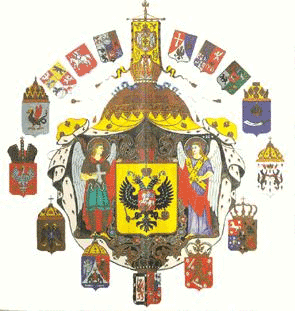
شعار الدولة العظيمة ،نمط 1857

## وصلات خارجية
- أكبر شعارات الإمبراطورية الروسية مع كامل الوسام الروسية كلية أعلام النبلاء
- تطور الشعار الوطني لروسيا
- (بالروسية) أعلام النبلاء للإمبراطورية الروسية
- (بالروسية) مدونة القوانين الرئيسية للإمبراطورية الروسية (Свод Основных Государственных Законов، 1906)